# 高山龍三
高山 龍三（たかやま りゅうぞう、1929年(昭和4年)8月9日 - 2019年(令和元年)11月23日）は、日本の文化人類学者、チベット文化学者。東京工業大学助手、東海大学助教授、大阪工業大学教授、京都文教大学文化人類学科教授。専攻は文化人類学・チベット学。

## 経歴
1929年、大阪市で生まれた。大阪市立大学で学び、同大学大学院博士課程を中退。東京工業大学の助手となった。1958年に川喜田二郎を隊長とする「西北ネパール学術探検隊」が組織された際には隊員として参加。
その後、東海大学、大阪工業大学教授を経て、京都文教大学文化人類学科教授。1958年以来ネパール、西および南アジア、ボルネオのフィールドワークを実施。2019年11月23日、死去 。

## 研究内容・業績
2006年に日本国立民族学博物館がネパール写真データベースを公開した。データベースに収められた写真に1958年の「西北ネパール学術探検隊」（隊長：川喜田二郎）に参加した高山龍三らが現地で撮影した3,584点と、同隊がネパールで収集した標本資料の295点の合計3,879点がある。
河口慧海研究
河口慧海の資料調査・研究公刊を生涯にわたって続けた。河口慧海については、黄檗文化研究所の雑誌『黄檗文華』において、第120号から137号にわたって調査研究の成果を発表した。それは、「国内の著作にみる河口慧海」1～8、「国内外の著作にみる河口慧海」1～7、「人物書誌大系『河口慧海』補遺」1～3である。河口慧海の日本国内での評価、慧海を扱った著作の概観、国内外の慧海について言及・引用された著作などが丹念にまとめられ、河口慧海に関する包括的かつ貴重な文献解題・目録となっている。
2004年に慧海の日記が新たに発見された際にもその整理・研究を手掛け、新版「著作集」に収録するなど増補に余念がなかった。『チベット旅行記』が講談社学術文庫で改訂刊行された際には、校閲解説も担当している。晩年には複数の慧海研究本を刊行している。

## 著書

### 単著
- 『ヒト・文化・文明　野外科学としての人類学入門』八千代出版 1979
- 『失われたチベット人の世界』日中出版 1990
- 『環境・人間・文化』1992 八千代出版
- 『河口慧海　人と旅と業績』大明堂 1999
  - 原書房 2004
- 『展望 河口慧海論』法藏館 2002
- 『河口慧海への旅　釈迦生誕地に巡礼した人びと』勉誠出版 2011
- 『河口慧海 雲と水との旅をするなり』<ミネルヴァ日本評伝選> ミネルヴァ書房 2020

### 共著・編著・共編著
- 『ヒマラヤ―秘境に生きる人びと』川喜多二郎・高山 保育社 1962
- 『アジアを見直す』日本経済新聞社 1968
- 『朝日小事典ヒマラヤ』朝日新聞社 1977
- 『文化地理学』古今書院 1989
- 『ヒマラヤ名峰事典』平凡社 1996
- 『チベット旅行記』河口慧海著・高山校訂 講談社学術文庫 1978
  - 改版 2015
- 『第二回チベット旅行記』河口慧海著・高山校訂 講談社学術文庫 1981
- 『河口慧海著作集』 監修・編集 うしお書店 1998-2001
  - 元版・貝葉書院（一部）
- 『河口慧海日記　ヒマラヤ・チベットの旅』講談社 2007
- 『川喜田二郎の仕事と自画像』ミネルヴァ書房 2010
- 『融然の探検　川喜田二郎追悼論考集』清水弘文堂書房 2012
  - Kindle版 2016
- 河口慧海『河口慧海著述拾遺 上巻』慧文社 2013  編集・解説
- 河口慧海『河口慧海著述拾遺 下巻』慧文社 2015  編集・解説
- 『人物書誌大系44 河口慧海』日外アソシエーツ 2015（発売:紀伊國屋書店）編集
- 河口慧海『河口慧海著述拾遺　補遺』慧文社 2018 奥山直司共編・解説
- 『環境・人類・文化』何大勇訳 雲南人民出版社 2018　中文出版

### 映画
- 『秘境ヒマラヤ』大森栄(撮影)・黛敏郎(音楽) 読売映画社[5][6]